# Meilleurs Vœux de la Jamaïque (recueil)
Pour les articles homonymes, voir Bons baisers de....
Meilleurs Vœux de la Jamaïque (Octopussy and The Living Daylights) est un recueil de nouvelles d'espionnage de l'écrivain britannique Ian Fleming, publié à titre posthume en 1966. C'est le quatorzième et dernier titre de l'auteur à mettre en scène le personnage de James Bond.

## Historique
À sa publication originale en juin 1966 à Londres, le recueil ne comprend que Meilleurs Vœux de la Jamaïque et Bons Baisers de Berlin. Puis, une troisième nouvelle, La Sphère d'émeraude est ajoutée lors de la sortie du recueil en livre de poche en 1967. Finalement, la nouvelle 007 in New York est publiée, toujours dans le même recueil à partir de 2002, mais n'est pas publiée dans la version française. La nouvelle est toutefois traduite et publiée par le Club James Bond France.

## Liste des nouvelles du recueil
Meilleurs Vœux de la Jamaïque est un recueil de nouvelles, tout comme Bons Baisers de Paris, dont l'édition française comprend trois histoires :
- Meilleurs Vœux de la Jamaïque (Octopussy)
- La Sphère d'émeraude (The Property of a Lady)
- Bons Baisers de Berlin (The Living Daylights)

## Résumés et personnages

### Meilleurs Vœux de la Jamaïque (Octopussy)
Meilleurs Vœux de la Jamaïque (Octopussy) est la première nouvelle du recueil et fait partie, avec Bons Baisers de Berlin, des deux nouvelles présentes dans la première édition anglaise du recueil. Elle fut publiée pour la première fois en 1965 par le Daily Express, soit quelque temps seulement avant la parution du recueil original et un an après la mort de l'auteur.

#### Résumé
Le Major Dexter Smythe coule des jours heureux à la Jamaïque autour de ses poissons grâce à sa petite fortune. En effet, vers la fin de la Seconde Guerre mondiale, il a découvert dans les Alpes autrichiennes deux lingots d'or nazis, qu'il s'est aussitôt approprié en laissant le cadavre d'Hannes Oberhauser, un guide de montagne, derrière lui. Mais plusieurs années plus tard, son passé va le rattraper en la personne de James Bond, agent secret britannique et ancien élève de Hannes Oberhauser...

#### Personnages
- James Bond
- Major Dexter Smythe, militaire britannique ayant servi lors de la Seconde Guerre mondiale
- Hannes Oberhauser, guide de montagne autrichien

### La Sphère d'émeraude (The Property of a Lady)
Cette nouvelle a été écrite en 1963 par Fleming pour The Ivory Hammer, la publication annuelle de la société de vente aux enchères Sotheby's. Elle parut par la suite dans le magazine  Playboy en 1964 puis fut finalement ajoutée au recueil en 1967.

#### Résumé
Le SIS s'interroge lorsque Maria Freudenstein du service secret britannique, que l'on sait être en réalité une agent double du KGB, reçoit en héritage la Sphère d'émeraude, œuvre majeure et perdue de Carl Fabergé, qu'elle va vendre aux enchères chez Sotheby's. Ne serait-ce pas une récompense du KGB pour les renseignements qu'elle a détournés ? C'est en tout cas l'intuition de M et de James Bond, et ils pensent bien que le directeur local du KGB sera présent à la vente pour faire grimper le prix de l'enchère. L'occasion rêvée pour l'identifier et le faire expulser du pays.

#### Personnages
- James Bond
- M
- Maria Freudenstein, agent double travaillant dans les communications au SIS, elle transmet au KGB la clé du « Code Pourpre » permettant de connaître le contenu de rapports de situations envoyés à la CIA. Elle ignore cependant qu'il s'agit d'une vaste opération de désinformation menée par les Britanniques.
- Kenneth Snowman, joaillier d'une grande enseigne britannique, il accompagne 007 à la vente avec la ferme intention d'acquérir cette « propriété d'une dame ».
- Directeur local du KGB, persona non grata sur le territoire britannique et dont l'identité est inconnue des services secrets.

### Bons Baisers de Berlin (The Living Daylights)
Bons Baisers de Berlin est la seconde nouvelle présente dans la première édition du recueil avec Meilleurs Vœux de la Jamaïque. C'est aussi la première nouvelle du recueil à avoir été écrite par Ian Fleming. Elle fut publiée pour la première fois dans le London Sunday Times en février 1962. Quatre mois plus tard, elle parut dans le magazine américain Argosy, puis en 1965 dans Intrigue Magazine, sous le titre "Berlin Escape".

#### Résumé
272, agent britannique caché en Nouvelle-Zemble depuis la fin de la guerre, prévoit de revenir à l'Ouest avec des informations capitales concernant les prochains essais de fusées et d'armement nucléaire de l'URSS. Il prévoit de passer par Berlin, mais malheureusement pour lui, un agent-double a mis au courant les Russes de l'affaire ; et le KGB charge son meilleur tireur, « La Gâchette », d'empêcher 272 de livrer ses renseignements. James Bond, en sa qualité d'agent double-0 autorisé à tuer, est donc envoyé par M à Berlin-Ouest pour tuer ce tireur avant qu'il n'élimine 272. 

#### Personnages
- James Bond
- M
- Capitaine Paul Sender , numéro deux de la station WB (pour West-Berlin) des services secrets britanniques, il épaule 007 dans sa mission.
- 272 , agent britannique caché en Russie qui cherche à regagner le bloc de l'Ouest
- La Gâchette , tireur d'élite du KGB, connu seulement par son surnom

### 007 à New York (007 in New York)
Cette courte nouvelle est exclusivement publiée pendant un temps dans l'édition américaine de Thrilling Cities (en) (Des Villes pour James Bond), récit de voyages dans les villes les plus excitantes de la planète. La partie consacrée à New York, très critique, risquant de déplaire aux lecteurs américains, Ian Fleming avait compensé ce déplaisir potentiel par une courte nouvelle qui leur était exclusivement destinée. Rédigée en 1963, elle est donc publiée en 1964 dans l'édition américaine du recueil.
La nouvelle demeure inédite en Europe, y compris en Grande-Bretagne, jusqu'au 7 novembre 1999 où elle paraît dans le numéro 007 collector du Sunday Times Magazine.
Elle est ensuite intégrée en 2002 au recueil de nouvelles Octopussy and The Living Daylights.
En France, elle est publiée par le Club James Bond France en février 2005 dans le magazine Archives 007 no 004, tome 1, dans une traduction d'Éric Saussine. Elle ne figure donc pas dans le recueil de nouvelles en français "Meilleurs Vœux de la Jamaïque".

#### Résumé
Envoyé à New York prévenir une ancienne espionne anglaise que son colocataire est un ennemi, Bond est amené à songer aux hôtels, restaurants, bars de la ville ainsi qu'à la vie et à la mentalité des New Yorkais.

#### Personnages
- James Bond

## Compilation
En août 2008, la maison d'édition anglaise Penguin Books a édité une compilation des neuf nouvelles de Ian Fleming, soit les cinq présentes dans Bons Baisers de Paris, ainsi que les quatre de ce recueil. Ce recueil est intitulé Quantum of Solace : The Complete James Bond Short Stories, en référence au titre du dernier film de la franchise, Quantum of Solace, sorti le 31 octobre de la même année.

## Adaptations
Plusieurs éléments de ces nouvelles ont été repris dans des films de la série :
- 1983 : Octopussy, film britannique réalisé par John Glen avec Roger Moore dans le rôle principal. Le film reprend le titre original de la première nouvelle. On y retrouve aussi l'histoire à propos du Major, quoique légèrement modifiée, et qui est dans le film le père d'Octopussy, ainsi que la vente aux enchères de l'œuf Fabergé, tiré de La sphère d'émeraude. Par ailleurs, ce lot a pour nom "Property of a Lady", en référence au titre original de cette nouvelle.

- Tuer n'est pas jouer, premier film ayant comme acteur principal Timothy Dalton, réalisé par John Glen et sorti en 1987, a pour titre original The Living Daylights, traduit en français par Bons Baisers de Berlin. Par ailleurs, l'intrigue de cette nouvelle sert de base à l'histoire du film où la scène post-générique est tirée assez fidèlement de la nouvelle.